# Corte Savella
La Corte Savella était à la fois un tribunal et une prison romaine, confiés aux soins de la famille Savelli depuis 1375, et à la charge des Maréchaux de la Sainte Église Romaine (« Marescialli di Santa Romana Chiesa ») ainsi que des gardiens du conclave.

## Historique
Autrement connue comme « La Curie des Savelli », elle était compétente pour juger les affaires pénales et les crimes de droit commun de toutes sortes, avec une  juridiction portant sur tous les membres laïcs de la Maison pontificale. Elle partageait son territoire juridictionnel avec celui de la « Tor di Nona », autre tribunal et prison de Rome. Elle avait le droit d'infliger la peine capitale, laquelle était appliquée, ou dans la prison elle-même, ou sur la Piazza  Padella, près de l'église de Saint-Nicolas (« chiesa di San Niccolò »), ou bien encore sur la Place du Pont (« Piazza di Ponte »), actuellement Place du Pont Saint-Ange (« Piazza di Ponte Sant'Angelo »).
Le tribunal disposait d'un juge, de deux notaires, d’un officier de justice (« bargello »), d’un gardien de prison et d’un exécuteur. Il était situé dans un immeuble appartenant à la famille, qui avant d'aller vivre après 1368 sur le site de l’actuel Teatro Marcello puis à Monte Savelli, habitait les maisons de la Ruelle Savelli, le long de la route autrefois appelée Arenula et maintenant connue comme la Via di Montserrat.
Sur la façade étaient visibles les armoiries du pape Grégoire XIII Boncompagni, lequel y apporta quelques travaux de restauration et y fit graver l’inscription : « BERNARDINUS SABELLUS CURIAE DE SABELLIS MARESCALLUS PERPETUUS ». En cet endroit se dresse aujourd'hui un bâtiment du XVIIe siècle, qui abrite le « Collège Anglais » (« Collegio Inglese »), à l’angle de la Via di Montoro.
À la suite d’une demande d'extension de la cour par les Savelli, et prenant note de ses conditions de dégradation extrême, depuis longtemps signalées, le pape Innocent X décréta en 1652 l'abolition des privilèges attachés à la famille et fit construire de nouvelles prisons dans la Via Giulia.
L'endroit est resté fameux pour le procès de Beatrice Cenci, qui y eut lieu en 1599.

## Source de la traduction
- (it) Cet article est partiellement ou en totalité issu de l’article de Wikipédia en italien intitulé « Corte Savella » (voir la liste des auteurs).